# Minns Ni?
Minns Ni? är en svensk klippfilm från 1993, regisserad av Leif Furhammar. Den premiärvisades den 24 oktober 1993 på Filmhuset och visades första gången på TV den 5 november 1993.
Filmen består av omkring 170 sekundsnabba nedslag i den svenska filmhistorien med avsnitt ur filmer från 1907 fram till 1980-talet, från skådespelare som Emma Meissner till Lasse Åberg, men inte nödvändigtvis i den ordningen.   